# Gustav Harmer junior
Gustav Harmer junior (* 29. Oktober 1934) ist ein österreichischer Industrieller und Naturschützer.

## Industrie
Gustav Harmer stammt aus einer Industriellenfamilie. 1938 hatte sein Vater, der in Spillern bei Stockerau tätige Spiritusfabrikant Gustav Harmer die Ottakringer Brauerei von ihrem bisherigen Besitzer, dem jüdischen Unternehmer Moriz von Kuffner, gekauft, wobei die Auswanderer nicht um ihr Vermögen gebracht wurden, sondern es von Harmer nach New York mitnehmen konnten. 1962 trat Gustav Harmer nach seinem Studium zusammen mit seinem Schwager Engelbert Wenckheim in das Unternehmen ein. Sie übernahmen in den folgenden Jahren gemeinsam schrittweise die Führung der Brauerei von Seniorchef Gustav Harmer. Harmer leitete das Unternehmen mehrere Jahre als Alleinvorstand, ehe er 1995 aus der Ottakringer Brauerei ausschied und Generaldirektor der Harmer Holding mit den Marken Kapsreiter Bier und Grieskirchner Bier wurde. Die Harmer Holding schloss die Brauerei Kapsreiter Ende 2012 und im August 2013 wurde die Brauerei Grieskirchen an Marcus Mautner Markhof veräußert.

## Naturschutz
Neben seiner Tätigkeit in der Brauindustrie spielte Gustav Harmer auch eine aktive Rolle im Naturschutz und war unter anderem Präsident des WWF Österreich. 1972 stellte er dem WWF Österreich in Ottakring Räumlichkeiten
für ein Büro zur Verfügung. 1989/90 initiierten der WWF, der Verein Nationalpark Donau-Auen und
Bernd Lötsch die Aktion "Natur freikaufen", um Au-Käufen der Österreichischen Donaukraftwerke AG zuvorzukommen. Harmer bürgte mit seinem Privatvermögen für den Kauf. Mit Hilfe einer mehrstündigen Live-Sendung des ORF gelang es, die fehlenden Spenden (6,5 Millionen Euro) in einer einzigen Nacht aufzubringen. 412 Hektar konnten so als Kern des Nationalparks Donau-Auen gesichert werden.
2000 folgte ihm Helmut Pechlaner als Präsident des WWF Österreich nach. Er ist auch Ehrenpräsident des Österreichischen Golfverbandes.

## Auszeichnungen
- 1990: Konrad-Lorenz-Preis für seine Leistungen als Naturschützer
- 1994: Global 500 Award
- 1997: Großes Ehrenzeichen für Verdienste um die Republik Österreich[3]